# Strojenie instrumentów
Strojenie instrumentów – polski film animowany w reżyserii i według scenariusza Jerzego Kuci, symfonia obrazowo-dźwiękowa ilustrowana muzyką Wadima Chrapaczowa. Film został nagrodzony między innymi Srebrnym Lajkonikiem i Złotą Kreską w kategorii filmu profesjonalnego na Krakowskim Festiwalu Filmowym.